# Arie Kouandjio
Arie Kouandjio (23 aprile 1992) è un ex giocatore di football americano camerunese che milita nel ruolo di offensive guard per i New York Guardians della X Football League (XFL).

## Biografia

### Washington Redskins
Dopo avere giocato al college a football ad Alabama con cui vinse due campionati NCAA, Kouandjio fu scelto nel corso del quarto giro (112º assoluto) del Draft NFL 2015 dai Washington Redskins. Debuttò come professionista subentrando nella gara del quarto turno contro i Philadelphia Eagles. La sua stagione da rookie si concluse con 3 presenze.

## Vita privata
Arie è il fratello maggiore di Cyrus Kouandjio con cui giocò al college ad Alabama e che militò nella NFL dal 2014 al 2018.